# Сандик-Кая (ісар)
Сандик-Кая (крим. Sandıq Qaya) — умовна назва середньовічної фортеці (ісара), утворена від назви вершини Сандик (інша назва — Сююрюка, висотою 837 м) на хребті Кордон-Баїр (західному відрізку Ай-Петринської яйли південно-західної частини Криму.
Наявність таврських кам'яних ящиків та знахідки античних та ранньосередньовічних монет свідчать, що місцевість була заселена ще до нашої ери. Історик Анатолій Якобсон датував виникнення укріплення IX століттям і встановив, що місцеве населення використовувало грецьку писемність. 1967 року Михайло Череф опублікував грецький напис, що зберігся у поганому стані, на одному з надгробків фортеці, на якому читається лише рік поховання — 1429 або 1430. Зараз переважає думка, що Сандик-Кая, на підставі знахідок кераміки — замок феодала XIII—XV століть, що належав до князівства Феодоро, і загинув у пожежі під час падіння Мангупа 1475 року. Віктор Миц вважає, що замок міг бути резиденцією одного з членів родини володарів Феодоро. Володіння феодала знаходилися в долині Суаткана, де розташовані середньовічні поселення на місці сучасних сіл Багата Ущелина, Поляна, Путилівка, Новопілля.
Досить солідних розмірів фортеця розташована на плоскій ізольованій вершині скелі («сандик» означає «скриня»), займала площу 2,38 гектара при розмірах 390×120 метрів. Лише із заходу і південного сходу було споруджено оборонні стіни, складені з великого буту на вапняно-піщаному розчині, скельні обриви неприступні. Там же, із заходу і сходу, розташовувалися в'їзди до фортеці, причому головним був західний вхід із підходящою до нього колісною дорогою з вибитими в камені коліями від возів. Оборонна система складалася з трьох ліній мурів із шістьма прямокутними баштами, товщина мурів була приблизно 2 метри, що зберегла подекуди висоту до 3 метрів. Одна з веж, біля входу на верхній майданчик, мабуть, виконувала функцію донжона. Територія фортеці була щільно забудована, деякі будівлі мали досить великі розміри. На північному краю скелі знаходився невеликий некрополь, центром якого була каплиця, що стояла над великою усипальницею, вирубаною в скелі.